# Compañía Nacional Británica de Ópera
La Compañía Nacional Británica de Ópera fue fundada en 1922 por algunos de los principales cantantes e instrumentistas de la compañía de ópera de Thomas Beecham, con el propósito de seguir su tarea.
Dio algunas representaciones en el Covent Garden, en 1923, pero pasó la mayor parte del tiempo recorriendo las provincias.
La compañía siguió las normas de sir Thomas Beecham, de conseguir un alto nivel orquestal, dando magníficas interpretaciones de obras como la Tetralogía, Parsifal, Pelléas et Mélisande y otras de autores ingleses como Perfect Fool, de Gustav Holst, y Hugh the Drover, de Ralph Vaughan Williams.
La compañía se disolvió en 1929.